# Teatro di Argo
Il Teatro di Argo è stato costruito nel 320 a.C. e si trova ad Argo, in Grecia, addossato alla collina di Larissa. Nelle vicinanze di questo sito si trovano l'Agorà, l'Odeon romano e le Terme di Argo. Il teatro è uno dei più grandi sviluppi architettonici in Grecia ed è stato rinnovato nel 120 d.C.

## Il sito
Il teatro ellenistico di Argo è scavato nella collina del Larissa, con 90 gradini su un ripido pendio, formando una stretta cavea rettilinea. Esso è tra i più grandi teatri della Grecia, è poteva contenere circa 20.000 spettatori. è diviso da due camminamenti in tre sezioni orizzontali. Gli scalini dividono ulteriormente la cavea in quattro cunei, corrispondenti alle tribù di Argo. (Psychogiou) L'archeologo britannico Richard Allan Tomlinson descrive le posizioni dei gradini come non conformi ad alcun piano regolare, e i blocchi sono di conseguenza di dimensioni variabili. Un muro alto è stato eretto per impedire l'accesso non autorizzato al teatro e può aver aiutato l'acustica, ma si dice che la qualità del suono è ancora molto buona oggi.
Intorno al 120, entrambi i teatri sono stati rinnovati in stile romano. Fu in questo periodo che il più piccolo dei teatri fu convertito in un odeon, e il teatro ellenistico divenne greco-romano. Contenente uno dei due soli esempi di un'orchestra circolare, l'altro è a Epidauro. I romani costruirono una skené che copriva parte dell'orchestra con un hyposkenion sotto di esso. La cavea non mostra prove di rinnovamento quindi si può presumere che rimangano originali. (Levy)

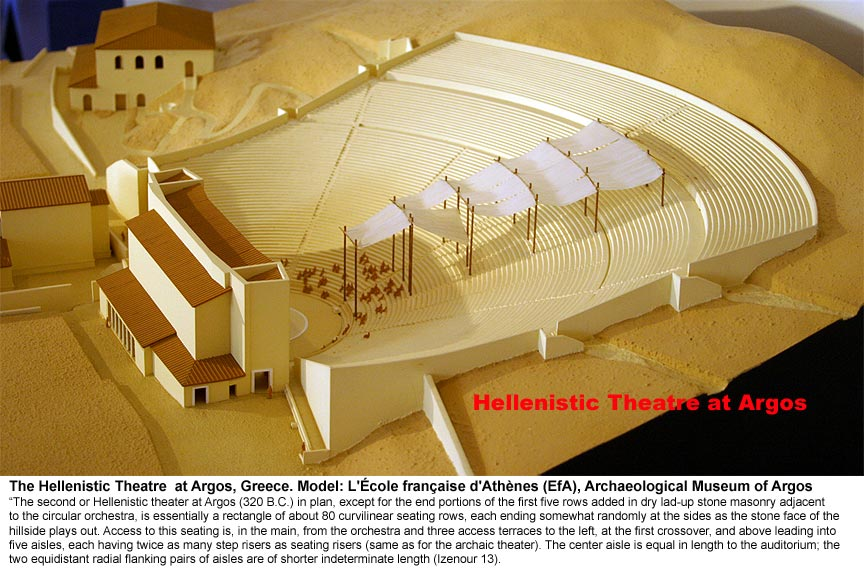
Modello rappresentativo del teatro di Argo

Un'altra caratteristica degna di nota è la scalinata. In realtà più come un tunnel, le scale conducono sottoterra dal backstage alla buca dell'orchestra e si presume siano state utilizzate per far "apparire improvvisamente" gli attori in gioco. Altri studi suggeriscono che questi tunnel fossero troppo brevi e stretti per operare efficacemente per gli attori, specialmente gli attori in costume. Nel 1988, gli archeologi hanno rivelato un'orchestra a tutto tondo delimitata da pietre come il teatro di Epidauro. "Argos ed Epidauro sono gli unici due teatri che hanno questa caratteristica orchestrale.

## Caratteristiche architettoniche
Il teatro di Argo riflette lo stesso modello seguito dagli altri teatri greci. Il parodoi è l'ingresso che dirige gli attori sul palco o l'orchestra per il coro. La scaenae frons è lo sfondo del teatro. Il teatro è stato costruito su una collina dando una vista del fiume Caicus dietro gli artisti.

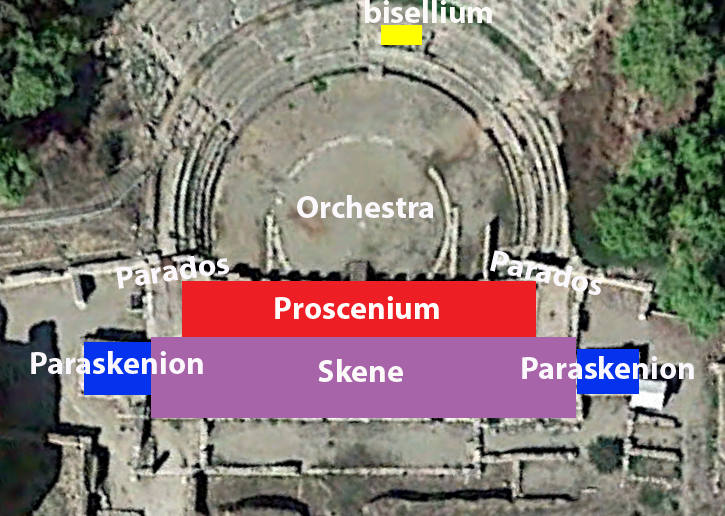
Schema del teatro

Il proscenio nel palco principale è interamente realizzato in mattoni ed è supportato da colonne. Dietro al proscenio si trova la skené, che è il luogo in cui si svolgono le produzioni dietro le quinte. Contrariamente ad altri teatri, la skené del teatro di Argo non è la più lussuosa. Una tenda è stata invece utilizzata per lo spazio ed era assemblata quando necessario. Il teatro presenta un bisellium, una zona seduta progettata per essere occupata dalle autorità.

## L'impatto culturale

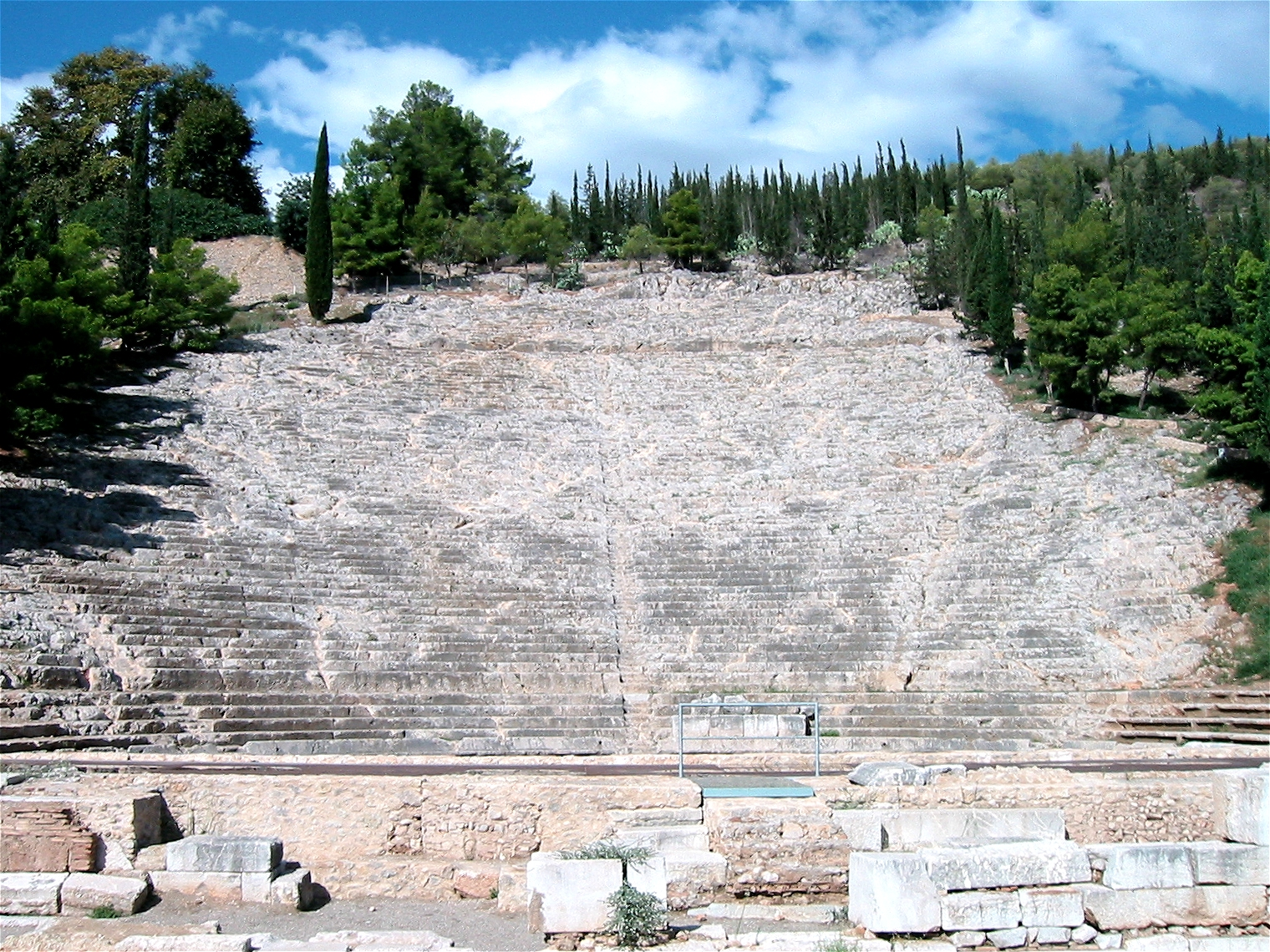
La cavea del teatro

Considerato uno dei più grandi teatri greci antichi, il teatro di Argo ha una storia molto lunga. Evolvendo da un piccolo teatro arcaico, alla base di un pendio roccioso nell'agorà della città antica, a un teatro monumentale con 20.000 spettatori disposti su 83 file; un orgoglio di Adriano. È possibile che questo teatro e l'Odeon romano fossero conosciuti da Eschilo, Sofocle, Euripide e Aristofane. Con la baia di Nauplia a sud e la città di Argo come sfondo, questo teatro ha fornito un'enorme visione degli sviluppi del teatro architettonico. La storia mitologica della città divenne un grande interesse per le persone nel viaggiare e visitare Argo.

## Scopo
C'è una teoria che afferma che il teatro di Argo sia stato sviluppato per organizzare degli incontri importanti ed esclusivi. Tuttavia, è diventato un sito universale per ospitare festival, incontri e competizioni atletiche.

### Giochi Nemei
I Giochi nemei facevano parte del collettivo dei Giochi panellenici e si tenevano ogni due anni il cui catalizzatore per lo sviluppo è stato proprio il Teatro di Argo. Durante l'antichità classica, i giochi nemei si svolgevano presso il Santuario di Zeus fino a quando una parte del sito fu demolita, i giochi dovettero trasferirsi. Nel 270 a.C., durante il periodo ellenistico, i giochi migrarono ad Argo e vi rimasero. I giochi nemei sono diventati i giochi più ricordati e consolidati, rispetto agli altri quattro.
I partecipanti a questi giochi erano uomini facoltosi, che gareggiavano nei giochi per testare la loro destrezza e resistenza. Gli uomini greci erano noti per essere persone competitive e orgogliose ed erano sempre pronti a una sfida per dimostrare chi era il più forte e il più veloce. Questi elementi erano noti per aver influenzato i giochi olimpici. Durante il 3 a.C. circa questi giochi furono trasferiti dalla città di Nemea alla città di Argo. Alla fine questi giochi si sono svolti nel teatro di Argo come sede principale. Le competizioni e i combattimenti dei gladiatori erano eseguiti anche per gli uomini per dimostrare le loro capacità atletiche. Una piscina venne costruita nel teatro per poter ospitare giochi acquatici. I greci erano innovativi e creavano molti modi per mettersi in mostra.

### Musica e drammi
La prima esibizione musicale documentata avvenne nel 700 a.C. circa. Il teatro è stato utilizzato come sito per mostrare diversi tipi di forme d'arte, come la musica e la recitazione. In alcuni casi, gli spettacoli musicali e teatrali si sono svolti durante eventi sportivi e festival. I greci erano persone competitive, quindi hanno trasformato queste esibizioni in competizioni. I concorsi di musica e dramma erano popolari perché consentivano ai cittadini di dimostrare chi è il più talentuoso tra tutti. Le competizioni musicali si svolgevano generalmente durante i giochi nemei e includevano musicisti o cantanti per un cambio di intrattenimento. I festival si svolgevano a teatro e si presentavano spettacoli musicali e teatrali. Lo scopo dei festival era di riunire i cittadini al teatro per celebrare la vita greca e adorare i loro dei.

### Assemblee politiche
Il teatro ha anche tenuto incontri politici, che è noti come Ecclesia. Era un'assemblea greca in cui gli uomini erano in grado di raccontare le loro idee per influenzare le opinioni e le decisioni politiche degli altri. L'Assemblea voleva dare alle persone l'opportunità di esprimere la propria opinione, quindi la libertà di parola era vitale per il gruppo di partecipanti. Decidendo attraverso il sistema democratico, l'assemblea affrontava questioni come la guerra, i modi di gestire le proprie forze armate o per eleggere qualcuno come figura politica ufficiale. C'erano degli standard per partecipare agli eventi politici nel teatro di Argo. Per diventare un membro dell'assemblea, gli uomini dovevano aver compiuto 18 anni e aver prestato servizio militare per un minimo di due anni. L'assemblea si è mantenuta esclusiva tra gli altri cittadini.

## Il restauro romano

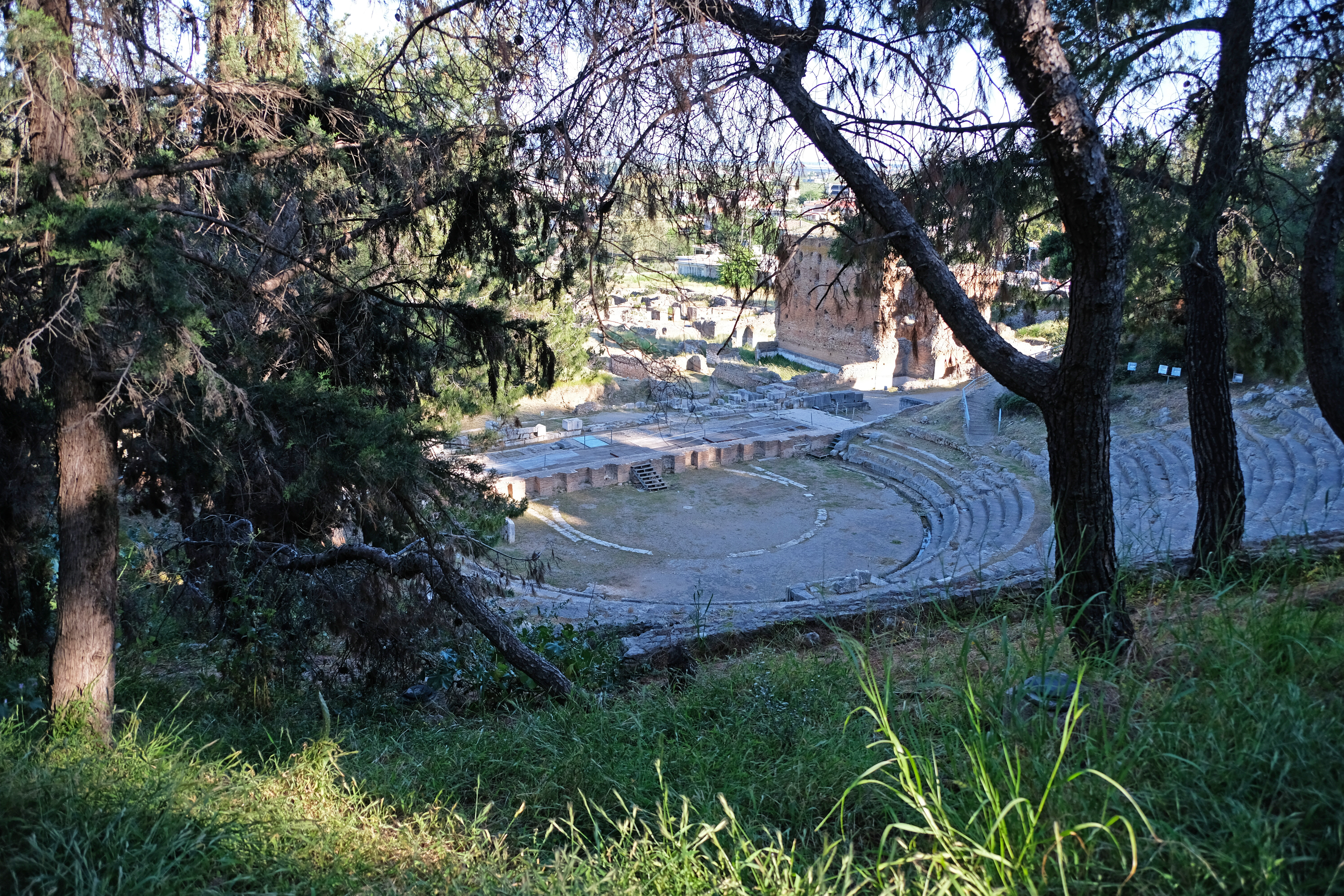
L'orchestra del teatro

L'imperatore Adriano è una figura chiave che ha contribuito alla ricostruzione della città di Argo. L'imperatore Adriano documentò la costruzione del teatro dal II secolo a.C. al I secolo d.C. Ci sono prove che il teatro avesse richiesto l'aggiunta, la sottrazione e la manipolazione di ciò che era rimasto. I livelli del pavimento erano stati spostati in quota e vennero costruiti nuovi edifici sul lato est. L'ingresso era noto per avere cinque gradini, ma quando il teatro fu riscoperto ne aveva sei. La ricostruzione è stata un'opportunità per i greci per migliorare lo stile originale. Durante lo sviluppo delle Terme di Argo, le scale che una volta erano lì sono state ricreate attraverso una rampa che conduce al teatro. Queste aggiunte e le manipolazioni sono le prove concrete della volontà di ricostruzione della struttura.

## La riscoperta
La città di Argo fu incendiata durante la rivoluzione greca contro l'Impero ottomano. La Scuola francese di archeologia ha scavato il teatro e ha scoperto numerosi reperti tra cui ceramiche, figure in terracotta, sculture romane, mosaici e armature. La scuola ha ricercato manufatti da oltre 100 anni.  Con uno scavo iniziato nel 1892, due arene sono state rinvenute a circa 100 metri da Argo, nell'antica agorà della città. Inizialmente, il più piccolo dei due teatri fu trovato e datato al III secolo a.C. Questo teatro arcaico fu in seguito convertito in un Odeon; quando la domanda della popolazione richiese un teatro più grande. Un grande teatro ellenistico, datato alla fine del IV secolo (Tomlinson), fu rinvenuto proprio a nord e scavato. Si ritiene che questi siti siano stati sepolti per 1.400 anni prima di essere scoperti.